# Rhagoletis batava
Rhagoletis batava
 es una especie de insecto del género Rhagoletis, familia Tephritidae, orden Diptera. Erich Martin Hering la describió en 1958.
Es una especie del Viejo Mundo que es una seria plaga del espino amarillo (Hippophae).